# 送葬者 (摔角手)
送葬者（英語：The Undertaker，1965年3月24日—），本名馬克·威廉·卡拉威（英語：Mark William Calaway），是美國退休的職業摔角選手，於2020年退休，他目前受聘於世界摔角娛樂。
送葬者於1987年開始投身摔角事業，1989年加入世界冠軍摔角（WCW）正式開始職業摔角生涯。1990年底，由於WCW遲遲不肯與他續約，於是在同年11月，他決定轉投世界摔角聯盟（World Wrestling Federation，也就是世界摔角娛樂的前身），現為世界摔角娛樂最資深的摔角選手之一。與另一位摔角選手肯恩在世界摔角娛樂的角色劇情中為兄弟關係，亦與肯恩組成毀滅兄弟。
送葬者在世界摔角娛樂效力的職業生涯中，曾經擁有在摔角狂熱大賽上21連勝的不敗紀錄，但此紀錄在2014年的摔角狂熱遭到布洛克·雷斯納所終結。

## 早期生活
卡拉威於1965年3月24日出生於德克薩斯州休士頓， 是法蘭克·康普頓·卡拉威（Mark William Calaway）（於2003年7月22日卒）和貝蒂·凱瑟琳·特魯比（Betty Catherine Truby）的兒子。他有四個哥哥，分別名為大衛、麥可、保羅與提摩太。他曾就讀於Waltrip高中，當時他是美式足球和籃球隊的成員。 
他於1983年畢業，並以籃球獎學金開始在德克薩斯州拉夫金的安吉麗娜學院學習。1985年，他就讀於德克薩斯州沃斯堡的德克薩斯衛斯理大學，在那裡攻讀體育管理，並在1985–1986賽季為校隊公羊隊打籃球，場上位置為中鋒。1986年，卡拉威選擇輟學，專注於體育事業，在決定從事職業摔角之前，曾短暫考慮過在歐洲打職業籃球。

## 職業摔角生涯

### 早年職業生涯（1987–1990）
卡拉威於1986年底開始接受布茲·索耶的培訓；他並不喜歡索耶，後者據報導缺乏承諾並僅受過有限的教育。 1987年6月26日，卡拉威戴著面具以德克薩斯紅（Texas Red）的角色，參加了世界級冠軍摔角（WCCW）的首場比賽，在達拉斯體育館輸給了打手布羅迪。1988年卡拉威轉投美國職業摔角冠軍爭霸戰（USWA），使用“痛苦大師”（英語：The Master of Pain）做為擂台名，並於1989年4月1日拿下生涯第一個冠軍頭銜USWA統一世界重量級冠軍，不久後衛冕失敗，之後他改使用“懲罰者”（英語：The Punisher）做為擂台名。1989年10月5日，他獲得USWA德州重量級冠軍，但同樣不久後便衛冕失敗。
1989年11月，卡拉威以反派人物加入了世界冠軍摔角（WCW），擂台名為，這是泰瑞·放克為他設計的。他與丹·斯佩維和席德·尤迪組成了名為“摩天大樓”的隊伍，表現平庸。後來因席德·尤迪受傷，他開始進行單打賽事，曾試著爭奪NWA美國重量級冠軍腰帶，但以失敗收場，同時WCW拒絕與他續約，於是在1990年10月，卡拉威決定投身世界摔角聯盟。

### 世界摔角娛樂時期

#### 出道 (1990–1991)
1990年11月19日，卡拉威以送葬者肯恩（英語：Kane The Undertaker）的擂台名於WWF進行出道賽。它的形象是根據西部片裡殯儀業者所設計的，他同時被設定成一位沒有痛覺的活死人，並擁有神秘的力量，例如瞬間移動、操縱火燄及雷電的能力。而他第一次登上電視螢光幕則是在1990年11月22日的強者生存中出場，當時他以Ted DiBiase的神秘夥伴角色登場，擂台名被簡化為送葬者，並延用至今。而在那場比賽中，送葬者的著名決勝招式墓碑落下（TombStone Piledriver）也第一次出現。
1991年3月24日，送葬者第一次參與摔角狂熱並擊敗了"Superfly" Jimmy Snuka，開始了他在摔角狂熱賽事上的連勝記錄。之後他開始進行與Ultimate Warrior對抗的劇情，之後劇情發展到讓送葬者與Hulk Hogan在強者生存上爭奪WWF冠軍，他也順利拿下第一個WWF冠軍頭銜，但因應劇情需要，他也在一週後輸給Hulk Hogan，失去冠軍腰帶。

#### 早期發展 (1992–1993)
在發現送葬者十分受觀眾歡迎後，WWF高層決定將他轉為忠角，在劇情的安排下，送葬者救了被蛇王傑克偷襲的Randy Savage，也埋下送葬者與蛇王傑克鬥爭的導火線，兩人在第八屆摔角狂熱上對決，送葬者獲勝。隨後Kamala開始與送葬者展開鬥爭，送葬者提出了WWE史上第一場的棺材戰的挑戰。結果在1992年的強者生存上，Kamala被送葬者扔進棺材丟了出去。隨後Kamala經纪人Harvey Wippleman找來Giant Gonzalez要報仇，在1993年的皇家大戰上，Giant Gonzalez將送葬者扔出了擂台，開了兩人的鬥爭，最後WWE安排他們在1993年的摔角狂熱賽事對決。Giant Gonzalez在比賽中用一塊浸過乙醚的布掩住了送葬者的鼻子讓他昏迷，導致Giant Gonzalez被判違規而輸掉比賽，但隨後送葬者馬上以不死人的力量重新站起，並重創了Giant Gonzalez。賽後Giant Gonzalez仍不服輸，找來了Mr. Hughes繼續與送葬者對抗，甚至成功的偷走了送葬者的不死力量泉源－骨灰罈。一直到1993年的夏日衝擊上，送葬者擊敗Giant Gonzalez並搶回了他的骨灰罈，結束了這段長達8個月的鬥爭劇情。

#### 美國惡棍(American Badass)時期 (2000–2001)
當時送葬者因為受傷而缺席了好幾個月，在2000/5/22的 Judgment Day 上回歸，也換了新形象，身穿龐克大風衣、頭戴墨鏡並騎著哈雷重機登場，與以往差別極大的酷炫造型立刻風靡摔角界。招式也豐富許多，以往的終結技墓碑落下變成不常使用的小招；取而代之的是更強的終結技：最終旅程。 
隨後在2001年的摔角狂熱17(Wrestlemania X-Seven)上跟Triple H對決，勝者是送葬者，這段期間也跟弟弟Kane組成雙打搭檔，在2001年強者生存上，也參加WWE聯軍和入侵者(WCW&ECW)聯軍比賽，最終結果是WWE聯軍獲勝。
Big Evil 時期 (2002-2003)
在2002年的摔角狂熱18，跟瑞克·福瑞爾對決，也是送葬者獲勝。爾後再02年間跟布洛克·雷斯納(Brock Leasnar)的恩怨也是燃燒到2003年，最後文斯·麥馬漢(Vince McMahon)亂入比賽，導致了2003強者生存上文斯·麥馬漢和送葬者的對決，規則為活埋賽，最後結果是Kane亂入 把送葬者給埋了起來。

#### 重組毀滅兄弟(Brothers of Destruction)時期 (2006–2007)

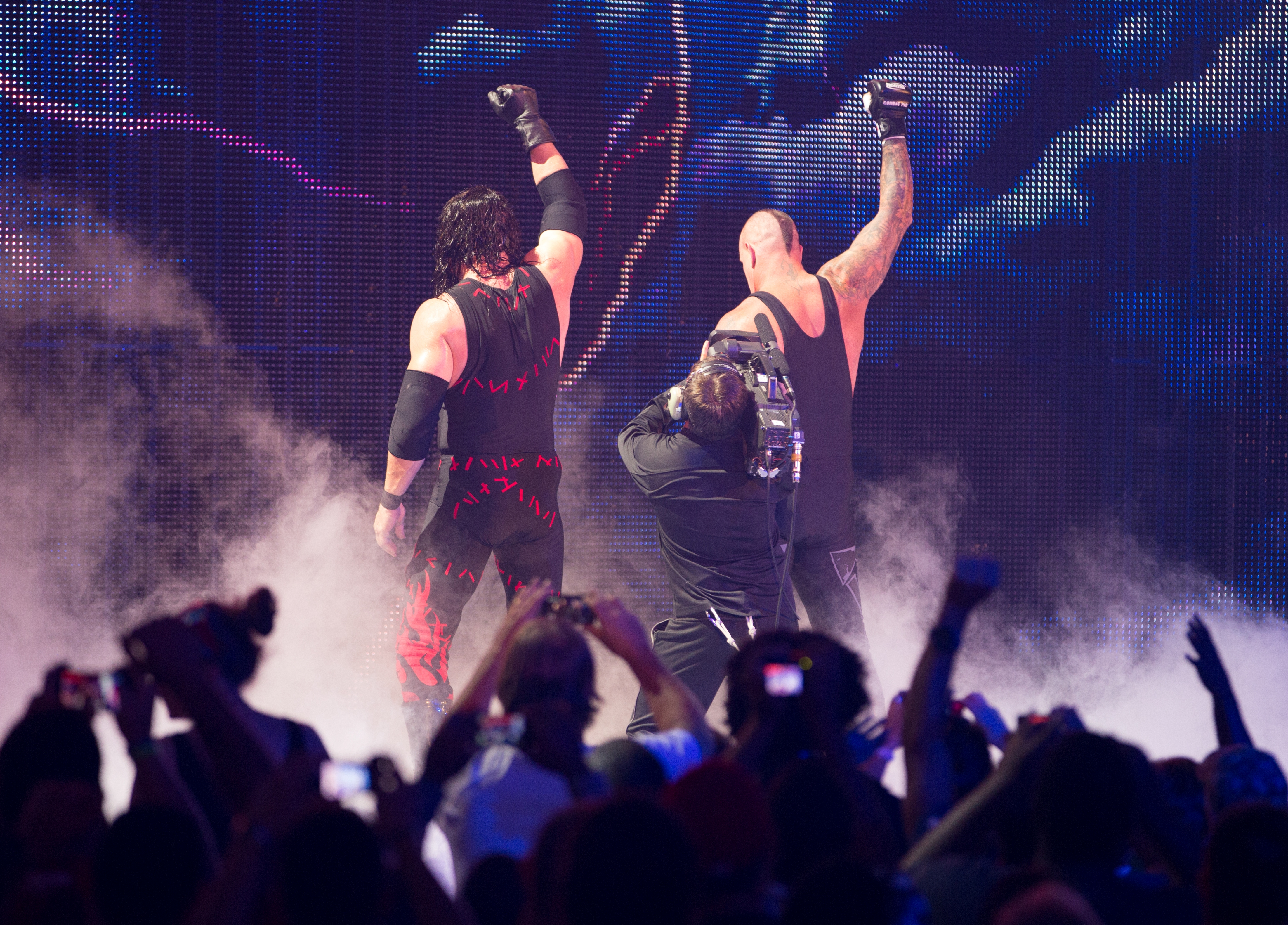
毀滅兄弟(2012年)

#### 世界重量級冠軍腰帶之路 (2007–2011)
送葬者于2007年拿下职业生涯第一场皇室决战的胜利，成为史上首位赢得该赛事的第30位登场选手，并在WrestleMania 23击败巴蒂斯塔赢得其首个世界重量级冠军。两人在同年的爆裂震撼2007的最后站立者赛上重赛，由于两人均未能在倒地十秒内作出回应，故送葬者成功捍卫冠军。同年5月11日的SmackDown！上，送葬者和巴蒂斯塔共同参加钢铁牢笼赛，两人双脚同时着地导致平局，赛后马克·亨利回归并袭击送葬者，艾吉瞄准时机兑现合约公文包，借机夺走送葬者的冠军。倒在台上的送葬者被现场工作人员带离。
卡拉威养病期间，亨利拿菜鸟选手开刀，并吹嘘自己对送葬着的偷袭，直到出现宣传送葬者回归的小插曲。送葬者终在不可饶恕上回归，在两周后的SmackDown！上再次击败亨利。他与巴蒂斯塔的恩怨随后在摔迷票选日2007再次点燃，当时摔迷票选Stone Cold担纲两人比赛的特别裁判，但却没能让巴蒂斯塔输掉冠军。两人在幸存者大赛2007的地狱牢笼赛中再战，不料艾吉的回归分散了送葬着的注意力，致使巴蒂斯塔捍卫住冠军。压不住满腔怒气的送葬者干脆在SmackDown！给了总经理薇琪·格雷罗一记墓碑石钉头，于是回归的代理总经理泰迪·龙格定下末日审判1007中艾吉胜出的三重威胁冠军赛。
在无路可逃的铁笼密室淘汰赛上，送葬者击败巴蒂斯塔、芬利、巨人卡里和MVP，成为WrestleMania 24上挑战艾吉的世界重量级冠军的第一竞争者。在摔角狂热上，送葬者使用地狱之门脚锁击败艾吉，卫冕世界重量级冠军并连续16年赢得摔角狂热大赛。在爆裂震撼2008的摔角狂热复赛上，送葬者击败艾吉从而保住冠军，但薇琪以地狱之门屈服计非法的理由剥夺送葬者的冠军，于是送葬者在审判日2008用读秒淘汰方式赢得比赛，薇琪却以冠军不能以该方式夺取使其空置。
2008年7月25日的SmackDown上，薇琪·格雷罗宣布恢复送葬者的冠军头衔，并将在夏日狂潮2008上面对艾吉的挑战，送葬者最终获胜。送葬者在梯子顶端向艾吉使出抡喉落，艾吉直插擂台。赛后，格雷罗在SmackDown上尝试跟送葬者和好，但送葬者告诉她自己不是仁慈的人。在不可饶恕2008上，送葬者接近擂台“捕获格雷罗的灵魂”，将格雷罗送入棺材，大秀立马出场救驾。两人争吵引发毫不仁慈2008上的比赛。比赛中，大秀两记勾拳打在送葬者前额，一记重拳砸在后脑勺。在粉丝票选日2008上，送葬者使用“地狱之门”在最后站立者塞上击败大秀。随后，送葬者与杰夫·哈迪展开仇恨。送葬者跟弗莱基米尔·科兹洛夫比赛时，杰夫出场干扰。但仇恨到下周的SmackDown就结束，大秀出场干扰，杰夫得以在极限规则赛上击败送葬者。幸存者大赛2008的一场棺材赛中，送葬者击败大秀哥。在无路可逃2009上，送葬者参与了WWE冠军铁笼密室淘汰赛，然而他没能赢得比赛。由于肖恩·迈克尔斯没能在摔角狂热上打破送葬者的连胜纪录，送葬者被卷入与肖恩之间，持续时间较长的仇恨中，事实上，送葬者此前从未在单打赛中击败肖恩。仇恨在摔角狂热24后达到高潮。4月24日SmackDown单打赛上，大秀以淘汰方式击败肖恩，送葬者袭击大秀。节目过后，送葬者从4月25日起再次养病。

#### 捍卫连胜纪录之路(2011-2014)
皇家大戰（2011）过后，送葬者回归的宣传片开始播放，片中的送葬者于雨夜出现在荒漠中的西式旧屋中。在2月21日的Raw中，送葬者正式回歸，但是在他講話之前，Triple H也回來了並面對他。兩人互相要求在摔角狂熱上進行一場比賽，隨後這場比賽確認為完全开放赛（No Hold Barred），在摔角狂熱27上送葬者則以屈服贏得了這場比賽。但是，他必須被擔架抬離擂台。

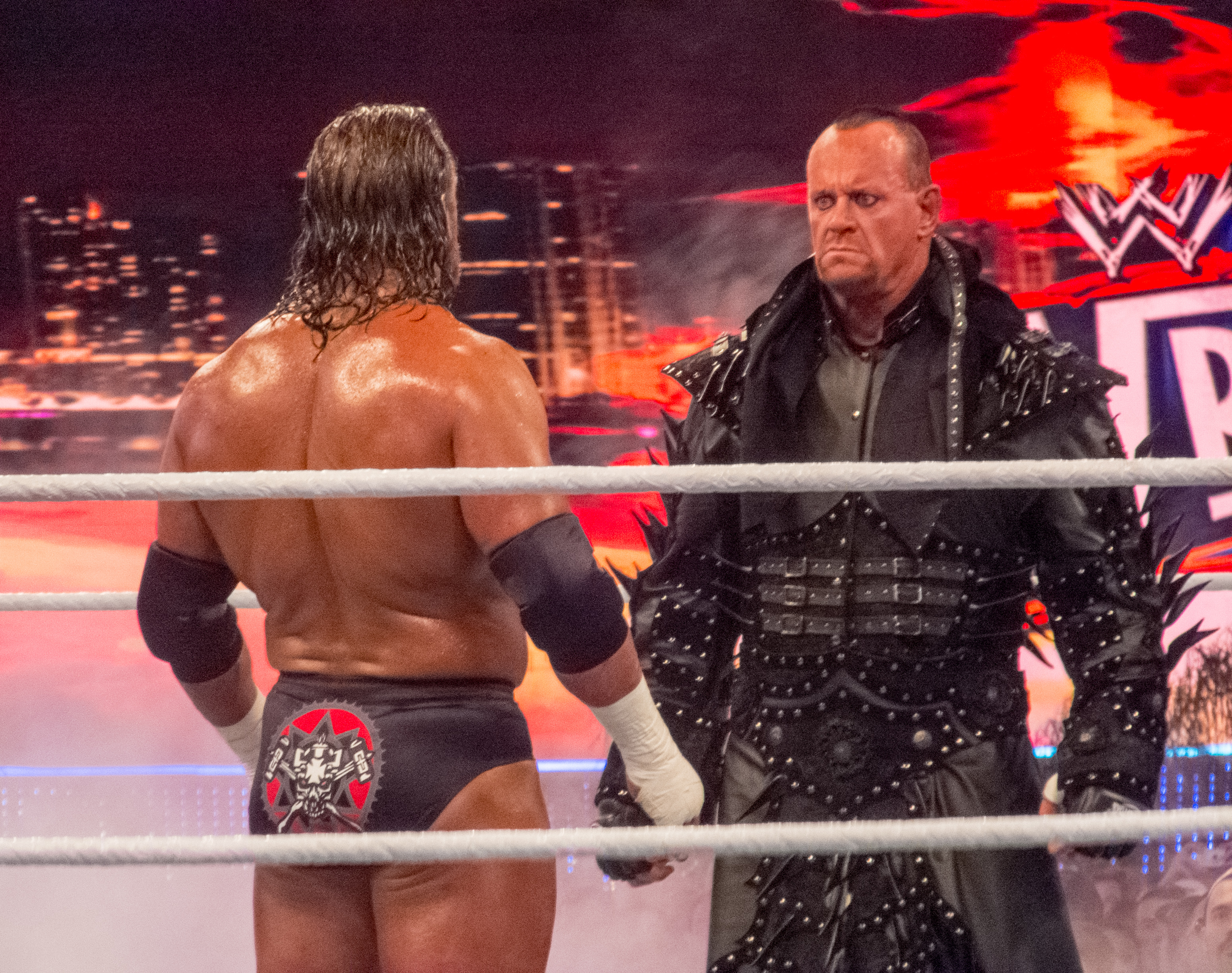
送葬者在摔角狂熱28上面對Triple H

與Triple H的一战时隔十個月后，送葬者在2012年1月30日的Raw上回归，邀请Triple H再战一回。但他的挑战在2月13日的Raw上被Triple H拒绝，直到在2月20日的Raw上，送葬者指控Triple H在尚恩·麥可的阴影下活着，Triple H才接受了挑战，并把比赛定为地狱鐵籠戰。麥可後來被任命為比賽的特別裁判。在摔角狂熱28上首次以莫霍克发型（mohawk）亮相的送葬者击败了Triple H，将他的连胜纪录擴大为20-0。赛后，送葬者、Triple H和麥可相互搀扶着离开铁笼。2012年下半年，送葬者出現在7月23日的Raw 1000中，以幫助肯恩面對金德·馬哈爾、科特·哈金斯、泰勒·雷克斯、乎尼克、湯加羅阿和祖魯·麥金泰爾。毀滅兄弟克服並擊敗了其他六名摔角選手。
在2013年3月4日的“懷舊”版Raw上，送葬者以其标志性入场开启当晚的节目。CM Punk、蘭迪·歐頓、Big Show和席莫斯以危機四伏戰的比賽方式，角逐在摔角狂熱29上挑战送葬者的资格，朋克最终获胜。随后，送葬者再次登场，盯着CM朋克。在保罗·贝尔于2013年3月5日逝世后，朋克向送葬者吐口水表达自己对逝去的贝尔的轻率和冒犯。他打断了送葬者纪念贝尔的仪式，盗走了贝尔标志性的骨灰瓮，后来用它攻击肯恩，羞辱毁灭兄弟还恶搞贝尔一番。最終在摔角狂熱29上，送葬者依舊擊敗了朋克，延續了在摔角狂熱上的21連勝，並且拿回了瓮。

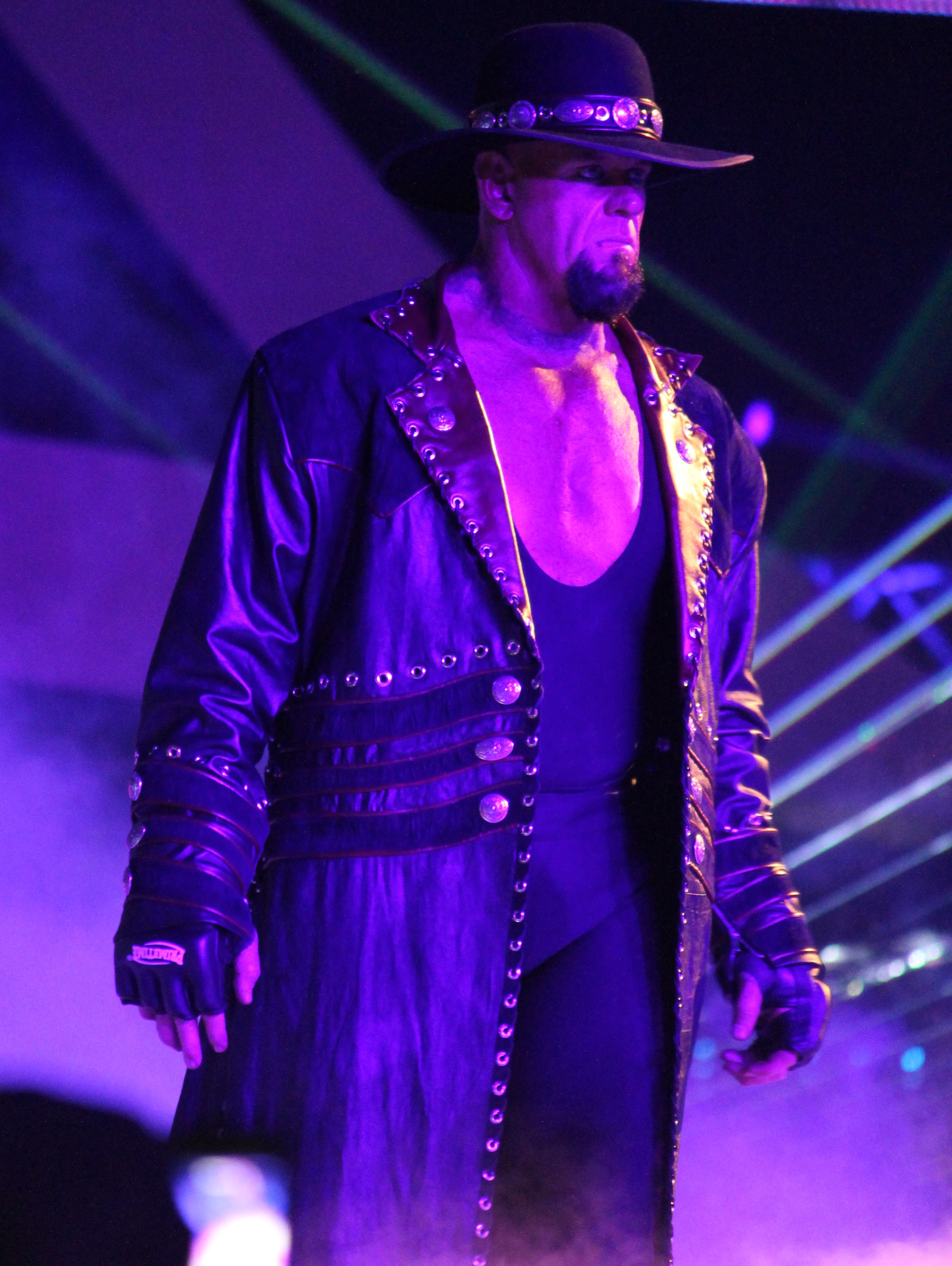
在2014年摔角狂熱XXX上登場的送葬者

在2014年2月24日的Raw中，送葬者接受了布洛克·雷斯纳在摔角狂熱XXX的挑战。 在經歷了漫长的比賽過程以及使出三个F-5之後，雷斯纳以压制的方式贏得了比賽，終結了送葬者的连胜纪录，被称为“WWE历史上最令人震惊的结果”。 比赛结束后，送葬者因脑震荡入院。 在2014年12月的一次採訪中，文斯·麥馬漢承認讓雷斯納結束送葬者的連勝是他的最終決定，而送葬者最初對該決定感到震驚。麥馬漢認為，這將大大提高雷斯納的強度，以舉辦下一場摔角狂熱賽事，並且沒有其他可行的人選來填補雷斯納的角色。

#### 連勝中斷後的生涯（2015–2020）

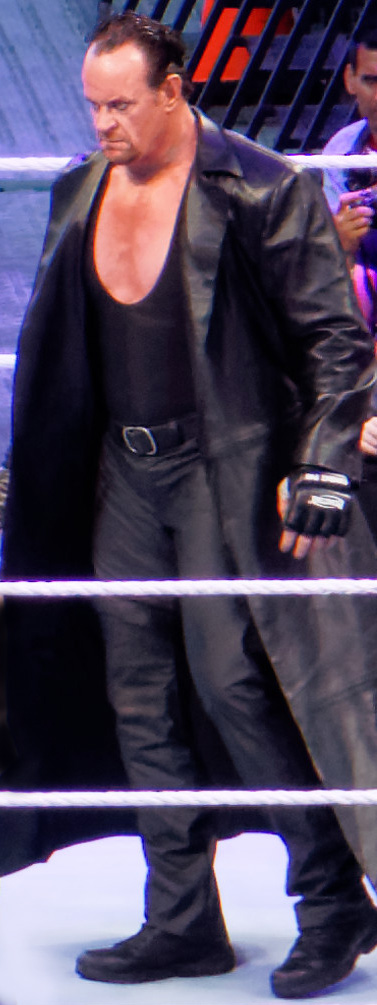
送葬者在摔角狂热31上面對布雷·外耶特

2015年初布雷·外耶特開始一系列的挑釁，2月送葬者接受挑戰，在3月29日的摔角狂热31上，送葬者使出第二次墓碑落下之後擊敗外耶特。
在7月的WWE殺戮戰場上干擾布洛克·雷斯納的比賽，在隔天的Raw上，送葬者將他的動作解釋為報仇，並不是因為雷斯納打破連勝紀錄，而是因為保羅·黑門不斷的嘲諷。再度與雷斯納展開爭執，並在夏日衝擊上擊敗雷斯納，但在地獄鐵籠上以地獄鐵籠戰的方式輸給雷斯納，並遭到外耶特家族的攻擊。在11月9日的Raw上毀滅兄弟回歸並攻擊外耶特家族，在11月22日的強者生存上擊敗外耶特和盧克·哈波爾。
在2016年2月22日的Raw中，文斯·麥馬漢宣布他的兒子辛恩·麥馬漢（自2009年以來首次回歸WWE）將在摔角狂熱32上以地獄鐵籠戰的方式對決送葬者，並規定如果辛恩獲勝，他將獲得Raw的控制權。文斯後來決定，如果送葬者輸給辛恩，那將是他在摔角狂熱的最後一場比賽。最終在4月3日的摔角狂熱上，送葬者擊敗辛恩·麥馬漢。

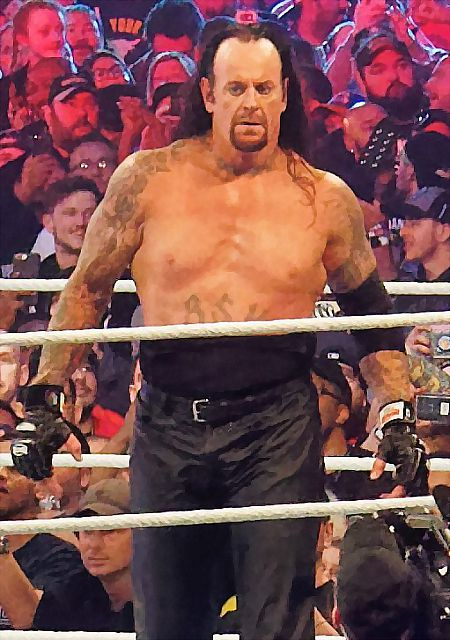
2018年4月的送葬者

在2017年的皇家大戰上，送葬者先後淘汰戈柏、米茲、巴隆·柯賓和薩米·賽恩，但隨後遭到羅曼·瑞恩斯的淘汰，在之後的Raw上對瑞恩斯發出挑戰。送葬者在他的第四次摔角狂熱壓軸賽中承受羅曼·瑞恩斯的五次長矛衝刺最終體力不支，輸給瑞恩斯。比賽結束後，送葬者把他具標誌性的帽子和皮衣放到擂台中央，並親吻自己的妻子蜜雪兒·麥庫爾，隨後離場。
送葬者於2018年1月22日參加「Raw25週年紀念日」。這是他在摔角狂熱33輸給羅曼·瑞恩斯後的第一次出場。約翰·希南在2月26日的Raw上向送葬者發起挑戰。在4月8日的摔角狂熱34上，希南在擊退埃利亞斯之後，送葬者的帽子和外套出現在擂臺的中央，在那裡他去年留下了它們，隨後被閃電擊中。之後，他的帽子和外套消失，送葬者出現並接受希南的挑戰，在三分鐘內擊敗希南。三週後，送葬者在沙烏地阿拉伯吉達舉行的五十人皇家大戰上以棺材賽的方式擊敗魯塞夫。
在10月6日於澳大利亞舉行的超級對決中，送葬者在無取消資格賽的情況下面對Triple H，被稱為「有史以來的最後一次比賽」； 他們分別由肯恩和尚恩·麥可陪同。送葬者在麥可的干擾下輸掉比賽。 比賽結束後，四人握手表示敬意，但是，隨後送葬者和肯恩攻擊他們。結果，雙方重組各自的雙打團隊毀滅兄弟和D-Generation X並於11月2日在 Crown Jewel大賽（2018年）上進行雙打比賽，最終送葬者和肯恩未能獲勝。
在2019年4月8日的Raw中，摔角狂熱35之後的第二天晚上，這是19年來他沒有參與的第一個摔角狂熱，送葬者打斷埃利亞斯的音樂表演並攻擊埃利亞斯。送葬者於6月7日在沙特阿拉伯舉辦的超級對決（2019年）上面對戈柏，這是他們生涯的最後一場比賽，在當晚的壓軸賽中擊敗戈柏。在2019年6月24日的Raw中，在一場由辛恩·麥馬漢和祖魯·麥金泰爾對羅曼·瑞恩斯的強弱不等賽中，送葬者突然出現並攻擊麥馬漢和麥金泰爾。後來宣布，送葬者和瑞恩斯將在極限規則上面對麥馬漢和麥金泰爾。在極限規則中，送葬者和瑞恩斯贏得這場比賽。
送葬者於2020年2月27日在沙特阿拉伯的超級對決大賽中重返賽場，作為挑戰賽的替補。他取代雷·密斯特里歐參加比賽，然後擊敗A·J·史泰爾斯贏得圖瓦克獎盃（Tuwaiq Trophy）。在2020年3月2日的Raw中，史泰爾斯在與阿萊斯特·布萊克的比賽以及在行刑室鐵籠戰的比賽中嘲笑送葬者，在行刑室鐵籠戰與布萊克比賽的期間，送葬者突然出現並攻擊史泰爾斯。在隔天的Raw上，史泰爾斯向送葬者要求在摔角狂熱36上進行一場比賽。在接下來的幾周，史泰爾斯繼續嘲笑送葬者，特別是用送葬者的真名馬克·卡拉威稱呼他。作為回應，送葬者他改變了過去幾年的穿著，穿著皮夾克和戴著頭巾出現。而送葬者也用史泰爾斯的真名艾倫來稱呼史泰爾斯，並警告他，說他會讓史泰爾斯出名。 這場比賽兩人是在一個偏僻的鄉村地區進行一場電影般的敘事活動，而不是傳統的摔角比賽。史泰爾斯展示一個空墓，並承諾會把送葬者埋葬起來。儘管得到路克·蓋洛斯和卡爾·安德森的幫助，最終送葬者還是將史泰爾斯埋葬在空墓中贏得比賽。

#### 退休（2020）
2020年6月21日，作為《送葬者：最終旅程》（Undertaker: The Last Ride）紀錄片系列的最後一集，該影片與卡拉威合作在世界摔角娛樂電視網上製作，送葬者宣布從職業摔角中退役，他表示，在從事這項工作30年之後，他已經沒有什麼需要再證明的，也不想再次介入比賽。但是，他不排除將來回歸的可能性。

## 私生活
1989年，卡拉威與喬迪·林恩（Jodi Lynn）結婚，並育有一子，於1993年出生， 這段婚姻維持了10年，1999年卡拉威與喬迪結束了婚姻關係。之後在一場WWE於聖地牙哥舉辦的簽名會上，他認識了第二任妻子莎拉（Sara），2000年7月21號，兩人於聖彼德斯堡舉行婚禮。 他們在2007年結束婚姻關係前，育有兩個女兒。 2010年，他與前摔角選手蜜雪兒·麥庫爾結婚， 他們的第一個孩子於2012年出生。 卡拉威將他第二任妻子的名字莎拉（Sara）以刺青方式留在喉嚨上，當成送給她的結婚禮物，事後卡拉威表示，那是他這輩子經歷過最痛的一個刺青，但是從2007年起，所有WWE官方發佈的送葬者照片中，這個刺青圖案都被修改掉了。
在摔角場外，卡拉威也有很多的嗜好及興趣，他收集哈雷機車與West Coast Choppers機車，他的第一台摩托車是在1991年強者生存賽事打敗霍克·霍肯並贏得WWF冠軍後購買的，也曾經為卡拉威量身打造一台摩托車。卡拉威喜歡聽重金屬搖滾的音樂，他喜愛像是ZZ Top、AC/DC、Kiss合唱團、黑色安息日、槍與玫瑰、金屬製品、鐵娘子和烈酒公社等等的樂團。他也是綜合格鬥的愛好者，曾多次出席終極格鬥冠軍賽的電視節目。
2007年，當送葬者因為手臂受傷而暫時停止出賽時，卡拉威有了自己的空閒時間，於是他找了合夥人史考特·埃弗哈特（Scott Everhart）開始投資房地產，最後他們花費270萬美金在科羅拉多州拉夫蘭蓋了一棟名叫「卡拉哈特（The Calahart）」的建築，名字的由來是兩人名字的合併縮寫。卡拉威事後表示，要跟生意人談合約真的很困難，但是他的明星身份幫了他不少忙，人們會願意跟他多談談。
作為一位愛狗人士，卡拉威也設立了一個基金，用於幫助支付大型犬的救生治療費用。 這個基金是為了紀念卡拉威的寵物犬宙斯，牠於2004年過世。

## 摔角場上的表現

### 招式
- 決勝招式

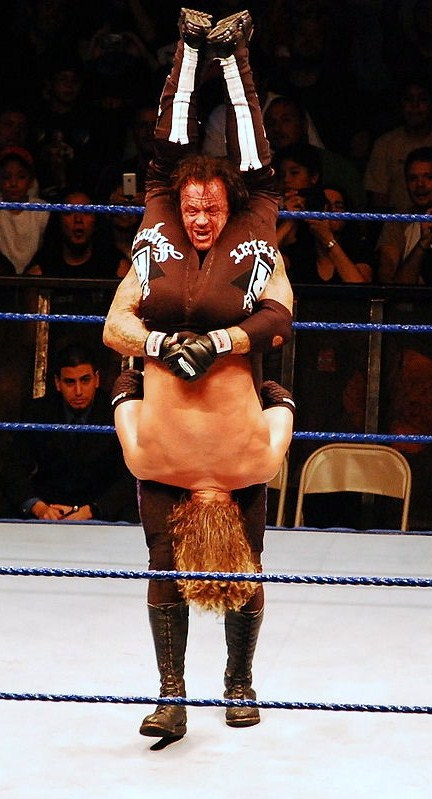
送葬者正在對塞克·萊德使用墓碑落下

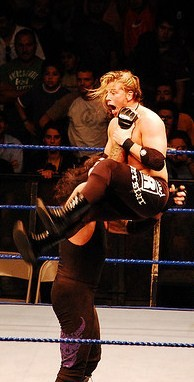
送葬者正在對塞克·萊德使出鎖喉摔

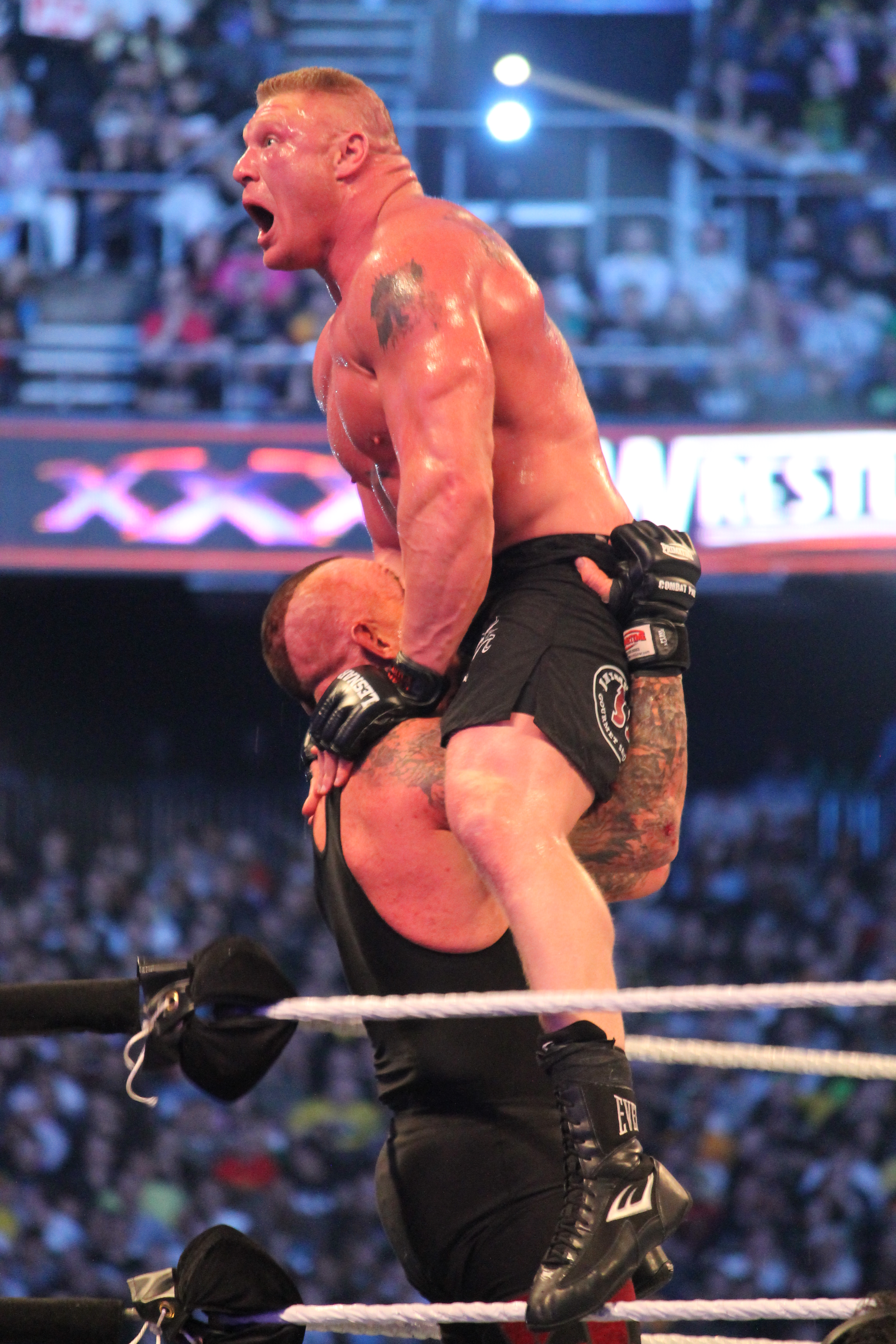
送葬者在摔角狂熱XXX對布洛克·雷斯納使用最終旅程

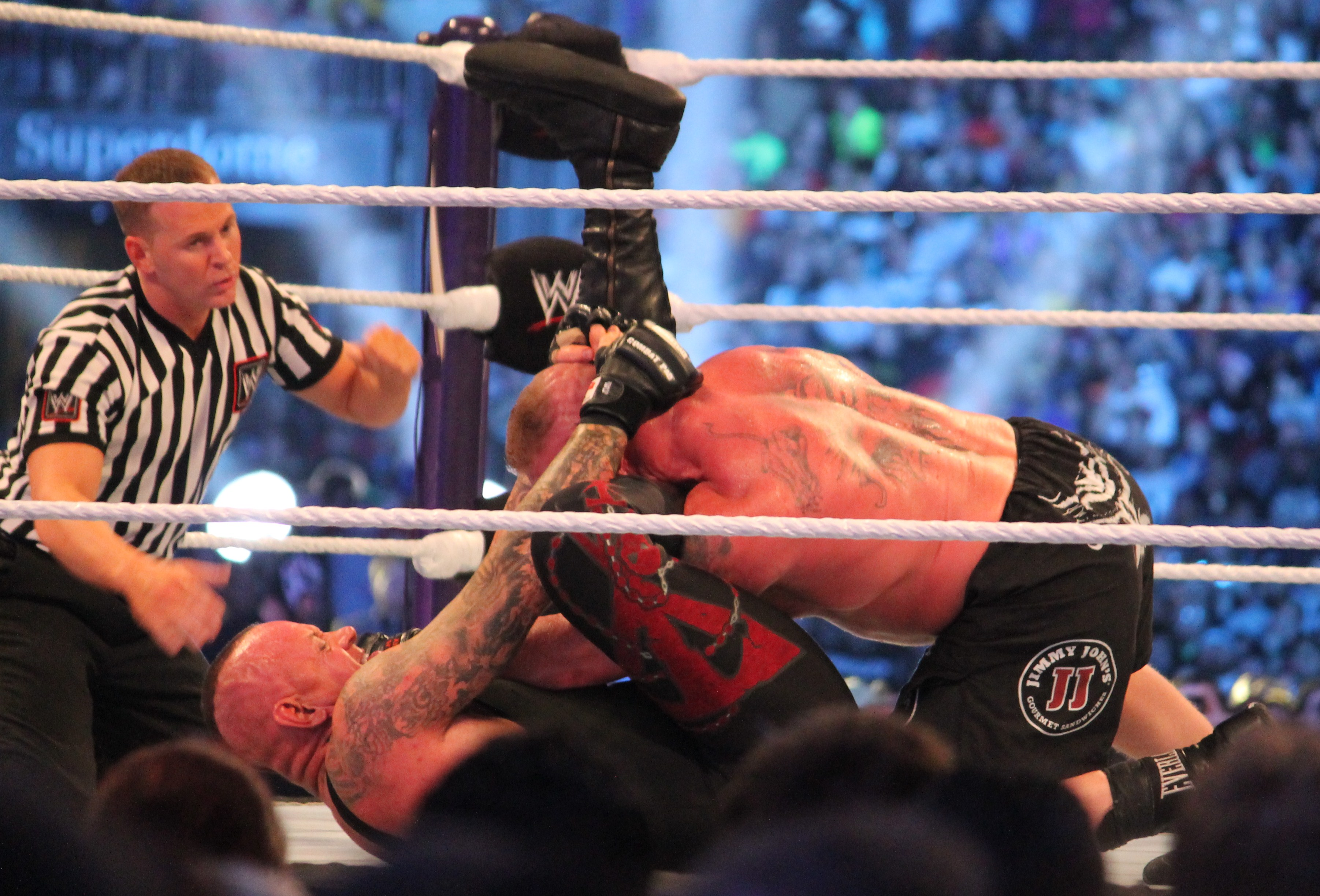
送葬者在摔角狂熱XXX對布洛克·雷斯納使出了地獄之門

  - 黑暗壓制（Dark pin）：送葬者的壓制方式與一般摔角選手不同，他在壓制對手時會將對手的雙手放在胸口（代表替對手送葬的意思），並以類似柔道的上四方固（英语：North–south position）的姿勢挺起上半身，約定成俗地以招牌翻白眼、吐出長長的舌頭示威。
  - 墓碑落下（TombStone Piledriver）：送葬者自從加入WWE以來就持續使用的必殺技。化身美國惡棍時代也會在重大比賽時祭出這招。當他擺出割喉動作時就是使出此招的前兆。
  - 鎖喉摔（ChokeSlam）：抓住對手脖子，直接以這個姿勢舉起後將對手摔在擂台等平面上。送葬者出招時的特徵在於會大幅度地舉起右手。
  - 最終旅程（Last Ride）：也就是超高角度的炸彈摔。由於栽墓碑落下技遭WWE列為禁招的關係，送葬者因而開發出的招式。他會在舉起對手後，用雙手抓住對手的褲子兩側，再高高地舉到超過送葬者頭頂的高度，然後用力往下砸的終結技。
  - 地獄之門三角鎖（Triangle choke）：對現實生活中身為綜合格鬥忠實觀眾的送葬者來說，是再適合也不過的隱藏招式。曾用此招逼巨人卡力投降。
  - 地獄之門（Hell's Gate）：2008年1月起使用的必殺技。這也被認為是送葬者受到綜合格鬥影響而開發出的產物。此外，受到此招攻擊的選手一定會吐血（這是摔角比賽中表演的一環）
- 著名招式
  - Old School（日本稱為拜佛彼岸渡，日籍選手新崎「白使」人生也愛用此招式）
  - Takin' Care of Business（站立式飛龍鎖頸技）
  - Snake eyes（把對手扔向繩圈護墊的招式，接著會補上衝刺大腳踢）
  - Corner clothesline（串刺式金臂勾）
  - Leaping flying clothesline（飛撲式金臂勾）
  - Guillotine leg drop onto an apron-bound opponent（擂台邊緣式斷頭腳）
  - Fujiwara armbar（藤原式腕固）
  - Running jumping leg drop（助跑式斷頭腳）
  - Running DDT（助跑式DDT）
  - Sidewalk slam（側身翻摔）
  - Running corner body splash（串刺式角柱撲擊）
  - Over the top rope suicide dive（飛越繩頂式自殺飛撲）
  - Wrist–lock hold followed by multiple shoulder blocks（擒腕式肩撞）

### 著名動作與口號
- 「Rest in peace！」[26]
- 「This is my yard！」[27]
- 「Try me! I will make you famous！」
- 「Buckle Up, Teddy! 」

## 冠軍頭銜與成就
- CBS體育
  - 年度最差角度（2018年）與肯恩對決Triple H和尚恩·麥可[28]
- 職業摔角畫報
  - 年度最佳復出選手（2015年）
  - 年度爭執（1991年）對決終極戰士
  - 年度爭執（2015年）對決布洛克·雷斯納
  - 年度最佳比賽（1998年）在擂台之王對決類人克
  - 年度最佳比賽（2009年）在摔角狂熱XXV對決肖恩·麥可
  - 年度最佳比賽（2010年）在摔角狂熱XXVI對決肖恩·麥可
  - 年度最佳比賽（2012年）在摔角狂熱XXVIII對決Triple H
- 美國職業摔角冠軍爭霸戰
  - USWA統一世界重量級冠軍（英语：USWA Unified World Heavyweight Championship）（1次）
- 世界級摔角協會（英语：World Class Championship Wrestling）
  - WCWA德州重量級冠軍（英语：NWA Texas Heavyweight Championship）（1次）
- 世界摔角聯盟/娛樂/WWE
  - WCW雙打冠軍（1次）– 與肯恩
  - 世界重量級冠軍（3次）
  - WWF/WWE冠軍（4次）
  - WWE硬蕊冠軍（1次）
  - WWF世界雙打冠軍（6次）– 與冷石·史蒂夫·奧斯汀（1次）、Big Show（2次）、巨石強森（1次）和肯恩（2次）
  - 皇家大戰（2007年）
  - 圖瓦克獎盃（2020年）
  - 衝擊大賞（12次）
- 其他榮譽
  - 2002年摔角雜誌票選500位最喜愛的摔角手第二名[29]
  - 2007年年度最佳賽事（與巴帝斯塔在摔角狂熱23上對決）
  - 2013年摔角狂熱達成21連勝0敗的紀錄
  - 2022年摔角狂熱名人堂

## 其他
送葬者（The Undertaker） 于1990年11月22日首次参加WWE。经十几年的磨炼至今已是WWE中最顶尖的摔角手。送葬者曾荣获WWE冠军腰带、世界重量级冠军腰带、世界双人组合冠军、WCW双人组冠军、硬核战冠军，而且在摔角狂热大赛中曾经保持连续21年的不败记录。
送葬者来自死亡之谷。他的必杀是锁喉抛摔（Chokeslam）和墓碑钉头（Tombstone），送葬者身高208公分。多年来在WWE比赛中一直是其它选手的恶梦。

## 外部連結
- 送葬者在WWE官方網站的介紹 （页面存档备份，存于）（英文）
- 馬克·卡拉威在互联网电影资料库（IMDb）上的資料（英文）
- Personas of the Undertaker article at Wrestling Wikia （页面存档备份，存于）（英文）